# UFC Fight Night: Stout vs. Fisher
UFC Fight Night: Stout vs. Fisher II ou UFC Fight Night 10 foi um evento de artes marciais mistas promovido pelo Ultimate Fighting Championship, ocorrido em 12 de junho de 2007 no Seminole Hard Rock Hotel and Casino, em Hollywood (Flórida), nos Estados Unidos.
O evento principal foi entre Sam Stout e Spencer Fisher, uma revanche entre os dois, a primeira luta foi no UFC 58, e acabou com a vitória de Stout.